# Rame Bluff
Das Rame Bluff ist ein Felsenkliff auf der Livingston-Insel im Archipel der Südlichen Shetlandinseln. Auf der Byers-Halbinsel ragt es südöstlich des Start Hill am nördlichen Ende der President Beaches auf.
Das UK Antarctic Place-Names Committee benannte es 1993 nach dem Rame Head am Plymouth Sound in der südenglischen Grafschaft Cornwall.